# 国鉄ED12形電気機関車
国鉄ED12形電気機関車（こくてつED12がたでんききかんしゃ）は、日本国有鉄道（国鉄）の前身である鉄道省が1923年に輸入した直流用電気機関車である。

## 概要

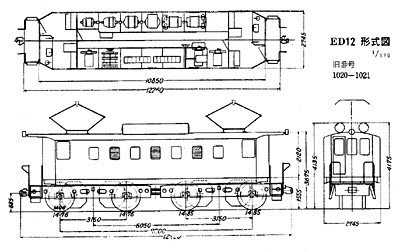
ED12形形式図

東海道本線電化用として、スイスのブラウン・ボベリ（Brown Boveri Co.：BBC社。電装品担当）・シュリーレン（Schweizerische Wagonsfabrik Schileren：SWS社。機械装置担当）の2社合同により2両が製造された。当初は1020形1020・1021と呼称したが、1928年10月の車両形式称号規程改正によりED12形ED12 1・ED12 2に形式番号が改められた。

## 車体
箱形車体の前後に2軸ボギー式台車と一体のデッキを有する。
妻面は3枚窓構成で、この内向かって左側の1枚分が乗務員出入り口となっており、中央と右の2枚分の窓下内側には一体のケーシングに覆われた操作卓が設置され、これに大形のドラムを備える主幹制御器やブレーキ弁、それにL字状のハンドルを備える手ブレーキ装置などが内蔵されている。
構造的には、牽引力伝達を台車同士の連結と、台車端梁に装着された連結器で行う設計であり、車体には基本的に牽引力が伝わらない。台枠は形鋼組み立てによる軽量構造台枠で、車体とその搭載機器を支持するのみであるため、車体が牽引力を負担する構造を採るED54形などと比較して華奢な印象となっている。
車体形状は箱形であるが、運転台側窓の前部で絞ってあり、平面図で見た場合の車体形状は台枠を含めて一般的な長方形ではなく、四辺の角を面取りした八角形となっている。竣工の段階では、妻面と側面を結ぶ面取り部に相当する壁面は全て窓を持たず、運転台側の壁面内部には電流計や電圧計、それに自動空気ブレーキ用の圧力計といった計器類が取り付けられていた。
側面には窓が並ぶが、主電動機は送風機による強制冷却、抵抗器は屋根上通風器からの吸気により放熱を行うため、新造時の側面には通風用のルーバーは一切設けられておらず、機器室部分には機器保守や点検時の便を図って採光用のガラス窓を等間隔に7ヶ所設置してあった。
前後の運転台を結ぶ通路は車体中央に設けられており、こちらも左右に振り分けて搭載された主要機器の保守や点検、それに応急修理が容易となるように配慮されている。
また、屋根板は前後部がデッキ前端近くまで長く突き出して庇となっており、新造時の前照灯はその庇の前縁に中心が重なるようにさらに突き出して1灯取り付けられ、標識灯は2灯がデッキの端梁上部左右に振り分けて取り付けられている。
なお、新造時の連結器は連環式連結器であったが、これは後に鉄道省制式の柴田式自動連結器に交換されている。

## 主要機器
発注時の鉄道省線の電化状況から、直流600/1200/1500 Vの3電圧に対応する複電圧対応車として設計されていたことが本形式の大きな特徴の一つである。

### 主電動機
主電動機は6極直巻式の電車形直流整流子式電動機であるBBC社製GDTM-75/6,22を各動軸に吊り掛け式に装架する。
本形式は計画当時日本の鉄道省が採用していた、あるいは採用を計画していた全ての架線電圧に対応するが、主電動機の定格性能が600/1200 V時と1500V時で異なっており、その走行特性も異なる。
動力を電動機から動輪に伝達する歯車は、歯を斜めに切ったハス歯歯車を採用しており、通常の電気機関車は、片側（1組）のみの歯車で動力を伝達するが、本形式では両側（2組）で動力を伝達している。そのため、台車の歯車間のスペースが狭く磁気回路容量を確保する必要から電動機の直径が大きいため、動輪径を1400 mmとして電動機を収めている。
このGDTM-75/6,22は両端に歯車を備える構造故に電動機軸に送風ファンを接続する自己送風式とすることが難しく、電動発電機と同一の電動機より継手で駆動される送風機より送られる風で主電動機を強制冷却する機構を備える。

### 主制御器
18組のカムスイッチを組み合わせた電動カム軸式制御器を2組、同軸で接続された大形のサーボモーター1台をパイロットモーターとして一括駆動する設計で、直列8段、並列4段、弱め界磁1段の合計13段の主幹制御器側指令に対応する。
この制御器は総括制御に対応しており、新造時にはジャンパ栓も端梁に実装されていた。制御電源電圧は直流110 V、蓄電池は持たず複電圧設計の電動発電機からの給電により動作する設計である。
また、本形式は前述の通り3電圧対応となっており、主回路構成は架線電圧1500 V動作を基本として、1200 Vには抵抗器への短絡わたりの挿入による抵抗値の引き下げや各部回路構成のつなぎ替えを行い、更に600 Vには1200 V時の変更に加えて主電動機の直並列切り替えを行うことで、それぞれ対応する設計である。
抵抗器は鋳鉄製素子によるグリッド抵抗を使用し、屋根上通風器より導入された空気による自然放熱式を採用している。

### 台車

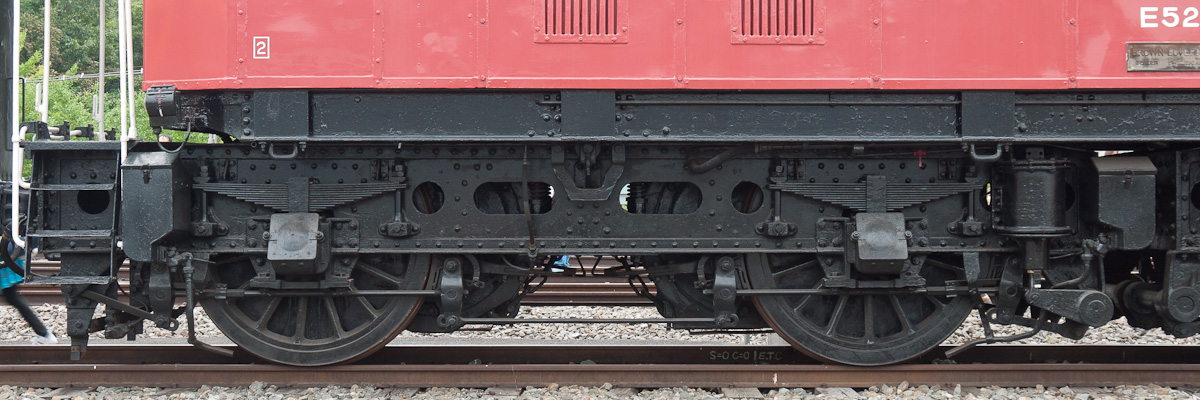
SWS製の台車

当時のヨーロッパ製機関車としては一般的な、薄い板材を組み合わせたリベット組み立てによる板台枠台車を備える。
軸箱支持は重ね板ばねとペデスタルを使用する軸ばね式で、各軸には空転時に撒砂するための砂箱を個別に備えている他、連結器の装着されている側の端梁寄りに乗降・入れ替え時に用いるフロントデッキが固定されている。
なお、本形式は台車間を中間連結器で連結し、牽引力を車体に伝達しない構造であるため、わずかであるが一方の台車の心皿部の前後動を許容する設計となっている。

### 集電装置
集電装置としては菱枠形のパンタグラフを2基搭載する。パンタグラフは集電舟が1本であることが特徴である。架線の高さによる押上げ力の変化が少なく、架線追従性能が高いため、1本で充分とされたという。

### ブレーキ
当時の鉄道省が機関車用として標準採用していたウェスティングハウス・エアブレーキ社製EL14ブレーキ弁による自動空気ブレーキと手ブレーキを搭載する。空気圧は車載の複電圧対応空気圧縮機群より供給され、一旦屋根上のパンタグラフ間に設置された大形の空気タンクに蓄圧したものを使用する。

## 運用
性能面では不具合はなく、他線に転属することなく国鉄で戦後まで運用されたが、1949年に2両とも西武鉄道に譲渡された。
本形式は電動機をはじめとする搭載電気機器がスイス製機関車の通例に漏れず非常に優秀な性能で高評価を得た。もっとも、その反面精緻な造りで保守にも高精度が要求され、特に駆動装置の歯車は研磨に専用の旋盤が必要となるため、その煩雑さが嫌われたという説がある。

### 西武鉄道移籍後

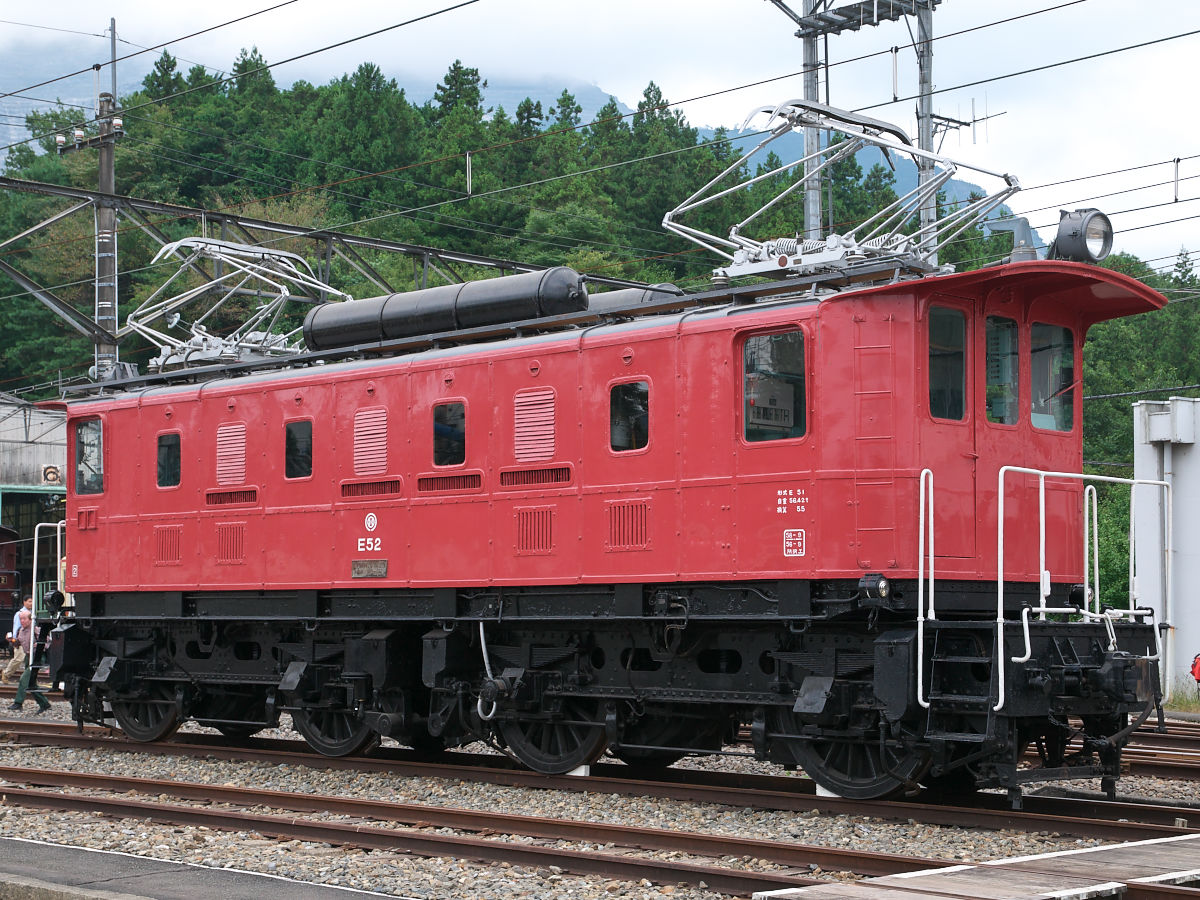
西武鉄道E52（旧・ED12 2）

当初、形式称号および車号が51形51・52とされたが、後にE51形E51・52に改められた。また自重が重かったことや使い勝手の悪さを改善する目的で、以下の改造工事が施工された。
- 運転台からの視界改善のため、計器類の移設を行った上で運転台側の面取り部分に窓を新設。
- 軸重軽減のため主電動機冷却用送風機を撤去。これに伴う冷却性能不足を補うべく、機械室部の車体腰板に開口してルーバー増設と側窓一部をルーバーに交換。
- 空気圧縮機を小型のものに交換。
- 塗装を青みがかった明るいグレーに変更。さらに後に標準色となったローズレッドに変更。

当初は新宿線へ配置されたが、後に池袋線・国分寺線などで貨物列車牽引に充当された。
セメント輸送以外の貨物列車廃止後は工事列車・新車輸送などの事業用となった。
E51が輪軸の損傷により1976年、E52が老朽化とE31形（2代）の新製により1987年に、それぞれ廃車されている。この内、先に廃車となったE51は小手指車両管理所にて長期間保管後に解体された。

## 保存車
E52（鉄道省1021 → ED12 2）が横瀬車両基地にて整備の上で静態保存されている。